# Climacteris rufus
Il rampichino rossiccio (Climacteris rufus Gould, 1841) è un uccello passeriforme della famiglia Climacteridae.

## Etimologia
Il nome scientifico della specie, rufus, significa "rossiccio" in latino ed è un riferimento alla livrea di questi uccelli: il loro nome comune altro non è che la traduzione di quello scientifico.

## Descrizione

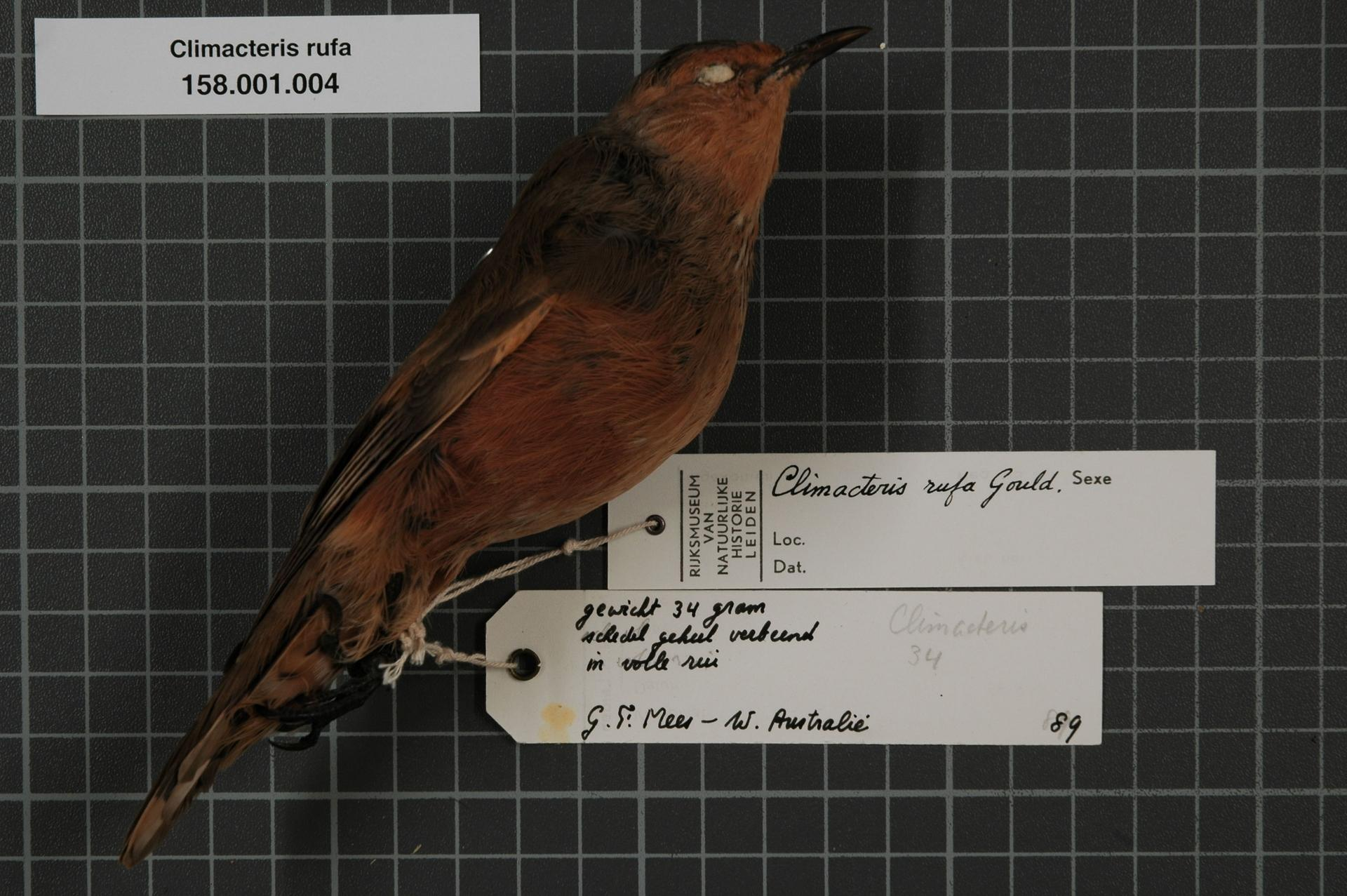
Maschio impagliato.

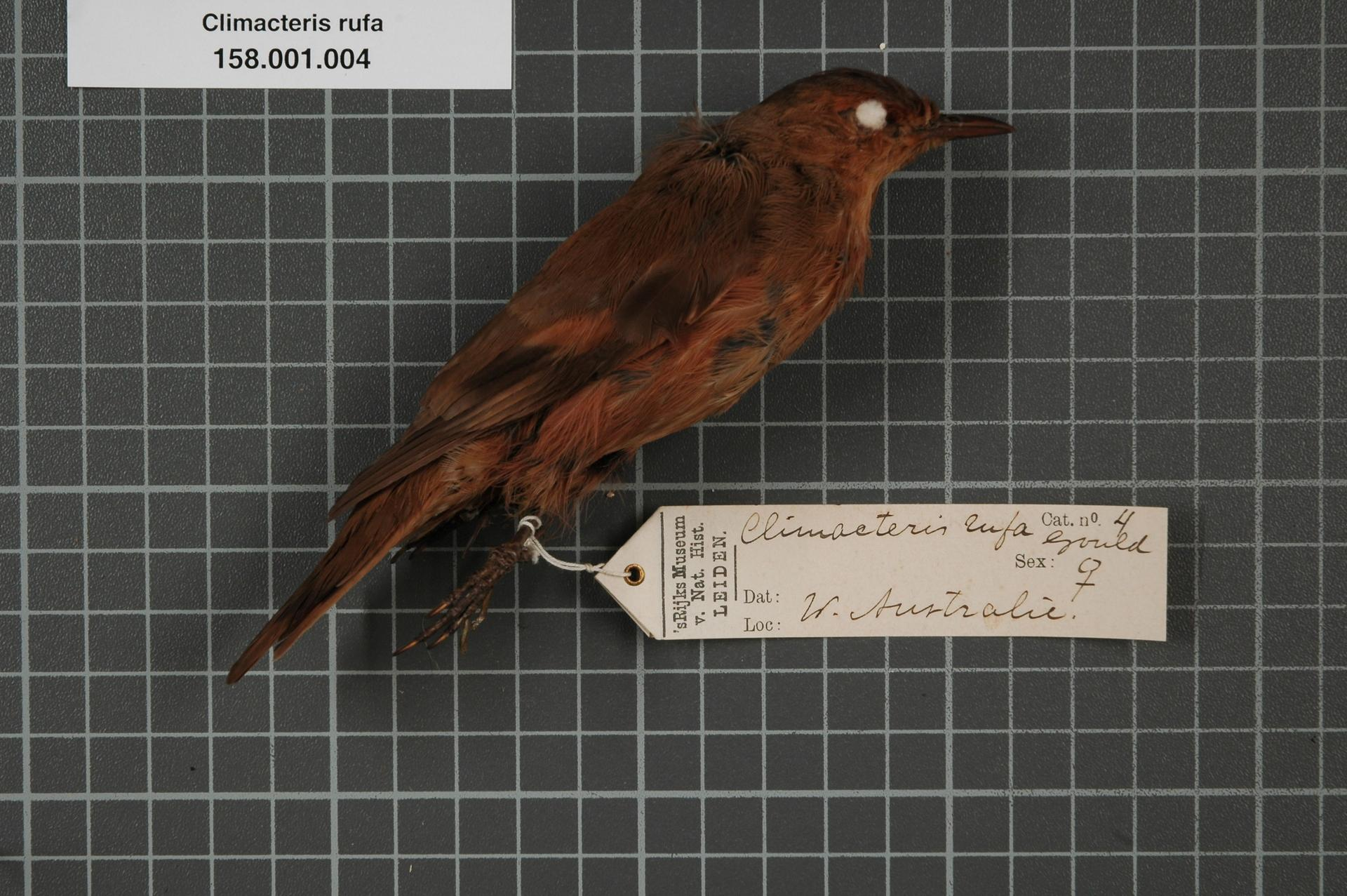
Femmina impagliata.

### Dimensioni
Misura 16,55-18 cm di lunghezza, per 30-33 g di peso.

### Aspetto
Si tratta di uccelli dall'aspetto robusto, muniti di testa squadrata con becco sottile e appuntito ricurvo verso il basso, ali appuntite, zampe forti e dalle unghie ricurve e coda rigida e rettangolare.
Il piumaggio è di colore grigio su fronte, vertice, nuca e collo, mentre dorso, ali e coda sono di colore bruno, con tendenza a scurirsi su queste ultime due parti (in particolare, la coda presenta una banda trasversale nerastra verso la metà): faccia, ventre e fianchi (come intuibile sia dal nome comune che dal nome scientifico) sono di colore bruno-rossiccio ruggine, mentre l'area scapolare ed il petto sono di colore bruno scuro con parte centrale delle penne di colore biancastro, a dare un effetto zebrato, lo stesso presente sul sottocoda, dove però i colori in gioco sono il bruno-rossiccio ed il beige.

Nelle femmine le aree rosse della faccia e del ventre sono unite, in quanto anche il petto è rossiccio.
In ambedue i sessi il becco e le zampe sono di colore nerastro, mentre gli occhi sono di colore bruno scuro.

## Biologia
Si tratta di uccelli dalle abitudini diurne, che all'infuori del periodo degli amori vivono da soli, passando la maggior parte del proprio tempo alla ricerca di cibo, percorrendo i rami ed i tronchi degli alberi ispezionando ogni anfratto, spaccatura e cavità al fine di mettere allo scoperto qualche potenziale preda, similmente ai rampichini eurasiatici.
Il richiamo di questi uccelli è rappresentato da corti versi isolati di una sola nota, simili a guaiti di un cane appena nato.

### Alimentazione
Il rampichino rossiccio è un uccello insettivoro, la cui dieta si compone perlopiù di formiche, ma comprende anche altri insetti (falene, coleotteri, blatte) e piccoli invertebrati, nonché le loro uova e larve.

### Riproduzione
Si tratta di uccelli monogami, la cui stagione riproduttiva va dalla fine di agosto ai primi di gennaio, periodo durante il quale vengono portate avanti due, talvolta anche tre covate.
È la femmina ad occuparsi della costruzione del nido (una coppa di fibre vegetali intrecciate costruita sul fondo della cavità di un tronco d'albero), mentre durante la cova (che dura due settimane) essa viene aiutata da altri individui esterni alla coppia (in genere maschi di covate precedenti che non si sono riprodotti), i quali collaborano con lei e col compagno anche nell'allevamento dei nidiacei, che si rendono indipendenti a una quarantina di giorni circa dalla schiusa.

## Distribuzione e habitat
Il rampichino rossiccio è endemico dell'Australia, della quale popola la porzione sud-occidentale, occupando un areale che si estende grossomodo dai sobborghi meridionali di Geraldton alla piana di Nullarbor, ad est attraverso il Gran Deserto Victoria fino alle coste orientali della penisola di Eyre.
L'habitat di questi uccelli è rappresentato dal mallee e dalle aree cespugliose e boschive a prevalenza di eucalipto (soprattutto E. wandoo).

## Tassonomia
Le popolazioni orientali di questi uccelli vengono talvolta classificate come sottospecie a sé stante col nome di C. e. orientalis, tuttavia le differenze col resto delle popolazioni sono minime e non giustificano secondo molti tale elevazione.